# Nebulos
Nebulos (gr. Νέβουλος) – bizantyjski wódz słowiańskiego lub bułgarskiego pochodzenia, służący w armii Justyniana II. Jego imię ma prawdopodobnie protobułgarski źródłosłów.
Podczas wojny bizantyjsko-arabskiej w 693 roku stanął na czele liczącego 30 tysięcy wojowników oddziału posiłkowego, sformowanego ze Słowian osiedlonych w temie Opsikion w Azji Mniejszej. W trakcie bitwy pod Sebastopolis, zakończonej klęską armii bizantyjskiej, przekupiony przez Arabów zdezerterował wraz z większością swoich ludzi. Kalif Abd al-Malik ibn Marwan nadał później Nebulosowi i członkom jego oddziału ziemie w północnej Syrii, w okolicach Antiochii i Kyrrhos. Zdrada Nebulosa ściągnęła represje na Słowian pozostałych w Opsikion.